# Municipio de Milford (condado de Pike)
El municipio de Milford (en inglés: Milford Township) es un municipio ubicado en el condado de Pike en el estado estadounidense de Pensilvania. En el año 2000 tenía una población de 1.292 habitantes y una densidad poblacional de 40 personas por km².

## Geografía
El municipio de Milford se encuentra ubicado en las coordenadas 41°23′00″N 74°50′59″O / 41.38333, -74.84972.

## Demografía
Según la Oficina del Censo en 2000 los ingresos medios por hogar en la localidad eran de $48,264 y los ingresos medios por familia eran $57,500. Los hombres tenían unos ingresos medios de $41,771 frente a los $31,146 para las mujeres. La renta per cápita para la localidad era de $24,663. Alrededor del 5,2% de la población estaban por debajo del umbral de pobreza.